# Salmanu
Salmanu – mało znany bóg, którego kult poświadczony jest w Asyrii w okresie średnioasyryjskim i nowoasyryjskim.

## Imię
W tekstach z okresu średnioasyryjskiego imię tego boga zapisywane było dSILIM-ma-nu, rzadziej dSILIM.MA lub dSILIM, natomiast w tekstach z okresu nowoasyryjskiego dSILIM-ma-nu lub dSILIM-man. Tradycyjnie uczeni odczytywali to imię jako dŠùl(SILIM)-ma-nu (w transkrypcji Šulmānu), ale badania Karen Radner wykazały, że prawidłowo powinno się je odczytywać dSál(SILIM)-ma-nu (w transkrypcji Salmānu). Na potwierdzenie przywołała ona m.in. rzadko spotykane formy zapisu tego imienia dSa-al-ma-an i dSal-ma-nu. 
W formie Salmānu imię to wydaje się pochodzić od akadyjskiego słowa salmu („przyjazny, sprzymierzony”) i najprawdopodobniej znaczy „Ten, który jest przyjaźnie nastawiony/usposobiony”. Nie jest wykluczone, że pierwotnie słowo to było jedynie przydomkiem innego boga, być może Aszura, a dopiero później zaczęło funkcjonować jako imię odrębnego bóstwa.

## Kult
Bóg Salmanu pojawia się w tekstach rytualnych z Aszur pochodzących z okresu od XII do VII w. p.n.e. W tekście VAT 9978 wymieniany jest jako jeden z „bogów pałacowych”. Źródła pisane wspominają o jednej poświęconej mu świątyni, która znajdować się miała w mieście Dur-Katlimmu (obecne Tall Szajch Hamad we wschodniej Syrii). Świątynię tą wznieść miał Salmanasar I (1273-1244 p.n.e.), a odnowić Adad-nirari III (810-783 p.n.e.). Istniała ona jeszcze pod koniec VII w. p.n.e., o czym świadczy dokument prawny z Dur-Katlimmu, w którym wspominany jest „bóg Salmanu, który mieszka w Dur-Katlimmu”.

## Onomastyka
W dwóch nowoasyryjskich tekstach z Dur-Katlimmu wzmiankowane jest miasto Kar-Salmanu (w transkrypcji Kār-Salmānu, tłum. „Przystań boga Salmanu”), które leżeć miało w pobliżu miasta Dur-Katlimmu. Imię boga pojawia się również jako element teoforyczny imienia Salmanu-aszared (w transkrypcji Salmānu-ašarēd, tłum. „Bóg Salmanu jest pierwszy/najważniejszy”), noszonego przez pięciu władców asyryjskich: Salmanu-aszareda I (1273–1244 p.n.e.), Salmanu-aszareda II (1030–1019 p.n.e.), Salmanu-aszareda III (858–825 p.n.e.), Salmanu-aszareda IV (782-772 p.n.e.) i Salmanu-aszareda V (726-722 p.n.e.).